# جزيرة ساماما
جزيرة ساماما وهي جزيرة من جزر إندونيسيا، وتقع في إقليم كالمنتان الشرقية.